# Democede

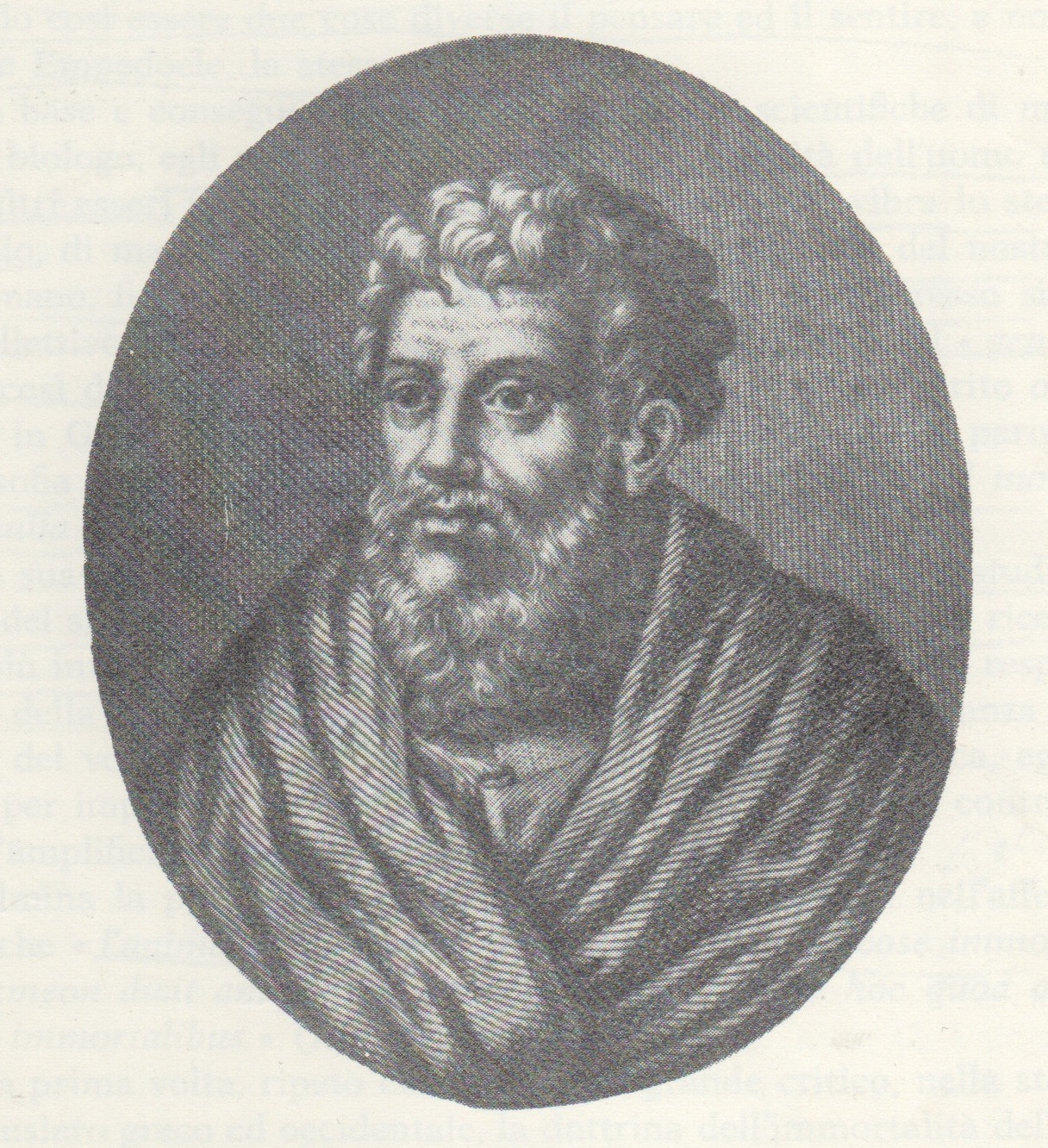
Democede

Democede din Crotone a fost un renumit medic din colonia grecească Crotona, care a trăit între secolele al VI-lea și al V-lea î.Hr., descris de Herodot ca fiind cel mai iscusit medic al epocii sale.

## Biografie
S-a născut la Crotone, localitate care astăzi se află în Italia. Tatăl său, Kalliphon, a fost tot medic.

## Cariera
Mai întâi a fost medic public în slujba Atenei, apoi în insula Egina, iar ulterior intră în slujba lui Polycrate, tiran al insulei Samos.
Democede a reușit să vindece o luxație de gleznă a lui Darius, lucru nereușit de niciunul din medicii săi personali. Reputația dobândită astfel l-a făcut să devină unul dintre primii medici greci de la curtea regatului persan. Democede a trăit aici în mare lux, dar, cu toate acestea, dorea să se întoarcă în patria natală. Cererea i-a fost îndeplinită abia după ce i-a vindecat ulcerul lui Atossa, soția lui Darius.